# 히오카 나츠미
히오카 나츠미(일본어: 日岡 なつみ, 1991년 7월 15일 ~ )는 일본의 여성 성우이다. 프로덕션 바오밥 소속. 홋카이도 삿포로시 출신.